# Карл Льовіґ
Карл Якоб Льовіг (17 березня 1803 — 27 березня 1890) — німецький хімік, який відкрив бром незалежно від Антуана Жерома Балара.
Він отримав ступінь доктора філософії в Гейдельберзькому університеті за роботу з Леопольдом Гмеліном. Під час своїх досліджень мінеральних солей він відкрив бром у 1825 році як бурий газ, що виділяється після обробки солі хлором.
Після роботи в Гейдельберзькому та Цюрихському університетах він став наступником Роберта Вільгельма Бунзена в університеті Бреслау. Він працював і жив у Бреслау до своєї смерті в 1890 році.